# Дечји фестивал
Дечји фестивал у Сврљигу је манифестација посвећена деци и дечјем стваралаштву и заузима значајно место у културном програму општине Сврљиг.
Фестивал се одржава од 2001. године у организацији Центра за туризам, културу и спорт у сарадњи са основном школом Добрила Стамболић”, предшколском установом „Полетарац” и средњом стручном школом „Душан Тривунац Драгош”. 
Подстичући и развијајући дечју машту и креативност у потпуности је посвећен најмлађима. Поред тадиционалног маскенбала, на дечјем фестивалу се одржавају и концерти дечјих музичких група, позоришне представе, спортске игре, али и такмичења најмлађих у певању, плесу и свирању.
Фестивал се некада одржавао у градском парку,а од пре пар година на простору Купалишног комплекса у Сврљигу.